# Filgrastim
Filgrastím, na tržišču med drugim pod zaščitenim imenom Neupogen, je vrsta rekombinantnega granulocitne kolonije spodbujajočega dejavnika za zdravljenje nevtropenije (znižane koncentracije nevtrofilcev v krvi), ki nastane iz različnih razlogov. Do nevtropenije lahko pride po kemoterapiji raka, zaradi zastrupitve z obsevanjem, pri hivu/aidsu, lahko pa je vzrok njenega nastanka neznan. Uporablja se tudi za povečanje tvorbe belih krvničk pred izvedbo levkafereze. Daje se parenteralno, bodisi intravensko ali pa subkutano.
Med pogoste neželene učinke spadajo vročina, kašelj, bolečina v prsih, bolečine v sklepih, bruhanje in izpadanje las. Huda neželena učinka, ki se lahko pojavita pri uporabi filgrastima, sta ruptura vranice in preobčutljivostna reakcija. Ni dovolj podatkov o njegovi varnosti za plod pri uporabi med nosečnostjo. Filgrastim je podoben človeku lastnemu granulocitne kolonije spodbujajočemu dejavniku (angl. granulocyte colony-stimulating factor; G-CSF), ki spodbuja tvorbo nevtrofilcev v kostnem mozgu.
Filgrastim so v ZDA odobrili za uporabo v klinične namene leta 1991. Uvrščen je na seznam osnovnih zdravil Svetovne zdravstvene organizacije, torej med najpomembnejša učinkovita in varna zdravila, potrebna za normalno zagotavljanje zdravstvene oskrbe.

## Klinična uporaba
Filgrastim se uporablja za zdravljenje nevtropenije, saj spodbuja tvorbo nevtrofilcev v kostnem mozgu. Nevtropenija lahko nastopi na primer zaradi kemoterapije raka ali po presaditvi krvotvornih matičnih celic.
Uporablja se tudi za povečanje izplavljanja nevtrofilcev pri dajalcih pred zbiranjem granulocitov s postopkom levkafereze. Izplavljanje matičnih celic v periferno kri zdravim dajalcem ne prinaša neposrednih kliničnih koristi, zato je namenjeno le alogenski presaditvi matičnih celic.

## Mehanizem delovanja
Filgrastim hematopoezni rastni dejavnik. Spodbuja delitev in zorenje celic granulocitne linije. Do znatnega povečanja števila nevtrofilcev v periferni krvi pride v 24 urah. Ob tem nekoliko poveča se nekoliko poveča tudi število monocitov. Pri nekaterih bolnikih s hudo kronično nevtropenijo lahko filgrastim nekoliko poveča tudi število eozinofilcev in bazofilcev v obtoku v primerjavi z izhodiščem.

## Neželeni učinki
Najpogostejši opaženi neželeni učinki so blage  mišično-skeletne bolečine po večkratnem dajanju zdravila in lokalna kožna reakcija na mestu injiciranja. Med druge opažene neželene učinke spadajo med drugim hude preobčutljivostne reakcije (vključno z izpuščajem po vsem telesu, oteženim dihanjem, omotico, otekanjem okoli ust ali oči, pospešenim srčnim pulzom in potenjem), ruptura vranice (ki je lahko tudi smrtna), pljučna krvavitev, akutni sindrom dihalne stiske in hemoptiza. Pri bolnikih s srpastocelično dispozicijo ali boleznijo srpastih celic so poročali o srpastoceličnih krizah, ki so bile v nekaterih primerih usodne..

## Proizvodnja
Filgrastim proizvajajo s pomočjo tehnologije rekombinantne DNK. Gen za človeški granulocitne kolonije spodbujajoči dejavnik vnesejo v dednino Escherichia coli. Tako proizveden G-CSF s pomočjo E. coli se razlikuje od človeku lastnega G-CSF.